# Southwestern Advantage
Southwestern Advantage – amerykańskie wydawnictwo publikujące książki i oprogramowania edukacyjne. Southwestern Advantage jest firmą będącą członkiem Southwestern Family of Companies. Została założona w Nashville, Tennessee w 1855 roku. Southwestern Family of Companies jest zdywersyfikowaną, międzynarodową, dobrze rozwijającą się i należącą do pracowników firmą zbudowana na podstawie zbioru najważniejszych zasad i wspólnie dzielonego celu.
W Stanach Zjednoczonych jest najstarszą firmą sprzedaży bezpośredniej, materiałów naukowych w systemie door-to-door. Firma rekrutuje i szkoli uczniów i studentów głównie w Stanach Zjednoczonych i Europie, którzy nie są pracownikami, tylko niezależnymi kontrahentami biorącymi udział w programie Work and Travel.
Jako studenci nabywają produkty z Southwestern Advantage na poziomie hurtowym i sprzedają je klientom w sprzedaży detalicznej, jednocześnie przekazując 60% zysku firmie.

## Historia
Southwestern Advantage zostało założone w 1855 roku przez baptystę, Jamesa Robinsona Gravesa, w Nashville jako Southwestern Publishing House. Swoją nazwę zawdzięcza temu, że Nashville w stanie Tennessee w tym czasie znajdowało się w południowo-zachodniej części Stanów Zjednoczonych. Wydawnictwo początkowo dystrybuowało Biblię. Dzięki jej sprzedaży studenci mogli opłacić kolejny semestr studiów. Od 1861 roku zaczęło produkować i sprzedawać książki edukacyjne dla dzieci i młodzieży.

## O programie
Southwestern Advantage to program opierający się na elementach sprzedaży i zarządzania, który już od 1868 roku umożliwia studentom zarobienie pieniędzy na opłacenie studiów, zdobycie umiejętności z zakresu przedsiębiorczości oraz pozwala im budować charakter potrzebny do osiągnięcia ich życiowych celów.
Każdego lata rekrutowanych zostaje około 1500 studentów będących niezależnymi przedstawicielami handlowymi firmy, wywodzących się z około 200 uniwersytetów na całym świecie i sprzedając produkty edukacyjne, w tym również edukacyjne strony platformy internetowe dla rodzin z USA i Kanady.
W roku 2019 w programie brało udział 240 kampusów studenckich z całego świata oraz ponad 1600 kampusów od roku 1868. Każdego lata około 150,00 rodzin inwestuje w produkty Southwestern Advantage.
Zarabiane przez nich pieniądze zależą wyłącznie od ich przychodów ze sprzedaży. Nie otrzymują pensji ani świadczeń pracowniczych, a program nie oferuje żadnej gwarantowanej płacy. Ponieważ zatrudnieni studenci są niezależnymi wykonawcami, oczekuje się, że będą w pełni finansować swoje wydatki na utrzymanie, żywność, gaz i czynsz. Studenci zagraniczni muszą sami opłacić wizy i przelot. Studenci regularnie pracują 72 lub więcej godzin tygodniowo. Studenci przystępujący do programu uczestniczą w czterodniowym szkoleniu w Nashville w Tennessee. Są odpowiedzialni za koszty podróży i wydatki osobiste. Po zakończeniu szkolenia uczniowie są przydzielani do obszaru sprzedaży. Obszary sprzedaży są głównie podmiejskie lub wiejskie.

## Produkty
Southwestern Advantage publikuje i sprzedaje książki edukacyjne, oprogramowanie i strony z subskrypcjami. Głównym produktem Southwestern Advantage jest seria edukacyjnych książek informacyjnych skierowanych do dzieci w wieku szkolnym. Linia produktów obejmuje również oprogramowanie, materiały przygotowujące do studiów i inne.

## Członkostwo i wyróżnienia
Southwestern Advantage to akredytowany członek Stowarzyszenia Better Business Bureau (BBB). będący jej współzałożycielem od 1961 – od tego też czasu firma utrzymuje ocenę A+, wygrała również nagrodę Torch Award for Ethical Commerce w konkursie organizowanym przez BBB.
Southwestern Advantage należy również do Direct Sales Association z siedzibą w Waszyngtonie, DC i przestrzega rygorystycznego kodeksu etyki.
Firma Southwestern Advantage wraz z jego Generalnym Dyrektorem ds. Relacji Międzyuniwersyteckich – Dr Ralphem Brigham – została nominowana do nagrody 2019 Charles F. Kettering Award. Każdego roku Cooperative Education & Internship Association (CEIA) wyróżnia pretendentów do nagrody Charles F. Kettering za wybitne osiągnięcia w zakresie businessu, przedsiębiorczości oraz przodujące na rynku rządowe programy stażowe lub edukacyjne. CEIA jest bowiem krajowym liderem zarządzania programami edukacji kooperacyjnej i praktyk. Ta nagroda uważana jest również za wyróżnienie jako najwyżej oceniany staż lub najlepszego pracodawcę w zakresie edukacji kooperacyjnej w całym kraju.
Southwestern Advantage jest również członkiem prestiżowej grupy poprzednich zwycięzców, do których zaliczane są również takie firmy jak IBM, NASA, Walt Disney, AT&T, PriceWaterhouseCoopers, Bloomingdale’s, Ford, czy General Motors.
Wyróżnienia:
- Top Staż
  - laureat nagrody Charles F. Kettering Award w roku 2019 – najwyżej oceniona praktyka zawodowa w Stanach Zjednoczonych
  - WayUp top 100 Staży w USA (2019)
- Lider w businessie
  - dwa razy uhonorowany nagrodą “Best In Business” przez Nashville Business Journal za przyspieszony wzrost firmy i jej wpływ na społeczność
- Partnerzy businessowi
  - Współpraca z National Geographic, Princeton Review I McGraw-Hill
  - Książki, strony internetowe i aplikacje zaprojektowane przez krajową radę liderów w edukacji – aby wyjść naprzeciw potrzebom programów nauczania zarówno w szkołach publicznych, jak I prywatnych oraz nauczania indywidualnego.
- Zgodność z zasadami etycznymi w handlu
  - Od 1961 pionier i akredytowany uczestnik organizacji Better Business Bureau centralnej części Tennessee (utrzymującą ocenę A+)

## Kontrowersje
Uniwersytet Harvarda w Stanach Zjednoczonych zakazał firmie rekrutacji studentów na swoim kampusie; mimo tego Southwestern wielokrotnie łamał ten zakaz i prowadził rekrutację. W 2005 roku, Uniwersytet Maryland również zakazał działalności na kampusie, nadal otrzymując skargi na firmę. W 2010 roku, University of Idaho ogłosił, że Southwestern Advantage nie może rekrutować na terenie kampusu z powodu niewłaściwego postępowania i naruszenia zasad obowiązujących na uczelni.
Stowarzyszenie studenckie Uniwersytetu w Durham w Anglii, jednogłośnie przyjęło uchwałę stwierdzając, że firma Southwestern Advantage wprowadza w błąd kandydatów, nie przedstawia wszystkich aspektów związanych z wyjazdem, ukrywając niewygodne fakty. Uniwersytet wezwał do opracowania bardziej przejrzystego procesu rekrutacyjnego, aby zapewnić studentom świadomość podejmowanego ryzyka i presji związanej z wykonywaną pracą. Southwestern Advantage nie zareagował na apele wzywające do zmiany postępowania rekruterów. Radykalne kroki podjął Uniwersytet Birmingham zakazując rekruterom wstępu do budynków i na kampus uniwersytecki, wzywając swoich studentów do bojkotu firmy.

## Znani absolwenci
- Kevin Stitt – nowo wybrany gubernator Oklahomy
- Marsha Blackburn – Senator Tennessee[7]
- Martin Fridson – filantrop i autor finansów[8]
- Bruce Henderson – Założyciel Boston Consulting Group
- Max Lucado – filantrop i autor książek chrześcijańskich[9]
- Charles Moose – szef policji, który prowadził dochodzenie w sprawie DC Sniper[10]
- Ronnie Musgrove – gubernator Missisipi
- Rick Perry – gubernator Teksasu; Kandydat na prezydenta USA z 2012 r.[11]
- David Rosen – osoba zajmująca się pozyskiwaniem funduszy politycznych dla Hillary Clinton, Al Gore i Pat Quinn[12]
- Ken Starr – sędzia federalny; badacz kontrowersji Whitewater; były prezydent Baylor University[13]
- Jeff Sessions - były senator i prokurator generalny Stanów Zjednoczonych
- Mac Anderson – Założyciel firm Simple Truths i Successories, Inc.
- Mary Jo Harper – Starszy Vice Prezydent i Starszy Doradca Finansowy, będący w związku z Merrill Lynch od 1988
- Rick Desoto – Założyciel grupy DeSoto Holland Wealth Management
- Jon Yarbrou  –  Założyciel i CEO w firmie Video Gaming Technologies (VGT)
- Donna Wiesner Keene –  CEO w firmie BrainTrain
- Ann Mah  – Członek Izby Reprezentantów stanu Kansas, reprezentujący 53. dystrykt.
- Wood Newton – Amerykański piosenko pisarz i muzyk
- Kevin Price – CEO w firmie AccuCode
- Chauncey Parker – były Dyrektor Wymiaru Sprawiedliwości w Sprawach Karnych w Nowym Jorku
- Todd Ballenger – założyciel Capital Savings Co, Inc., Advantage Capital Mortgage, USA & PlanMax Financial
- John Cassimus – założyciel i CEO w firmie Zoe’s Kitchen
- Charles Moose – Amerykański pisarz i emerytowany oficer policji
- Max Sherman – były członek senatu stanowego w Teksasie
- Quayle Hodek – założyciel & CEO w firmie Renewable Choice Energy